# 끝나지 않는 꿈
〈끝나지 않는 꿈〉(終わりない夢 오와리나이유메[*])은 아이카와 나나세의 스물 번째 싱글이다.

## 내용
- 복귀 제1탄 싱글이며 ytv 제작 · NTV 계열 《이누야샤》의 여는 곡이다.
- TV 라이브로도 몇번 출연하고 있었다.

## 수록곡
| #  | 제목                              | 작사            | 작곡              | 편곡 | 재생 시간 |
| -- | --------------------------------- | --------------- | ----------------- | ---- | --------- |
| 1. | 〈끝나지 않는 꿈〉 (終わりない夢) | 아이카와 나나세 | 시바사키 히로시   |      |           |
| 2. | 〈Cryin' in the rain〉            | 요시모토 유미   | 아이카와 나나세   |      |           |
| 3. | 〈DO IT!!〉                       | 아이카와 나나세 | 니시무라 마사토시 |      |           |
| 4. | 〈끝나지 않는 꿈〉 (Inst.)        |                 |                   |      |           |

## 참가 음악가
- KANAME : 기타, 베이스, 프로그래밍
- 시바사키 히로시 : 코러스
- DJ TAKE : 프로그래밍
- 니시무라 마사토시(FENCE OF DEFENSE) : 베이스, 프로그래밍

## 수록 음반
끝나지 않는 꿈
- ID:2
- NANASE AIKAWA BEST ALBUM "ROCK or DIE"(메모리얼판에서만)

## 일화
아이카와는 레코딩 때, 현장에 아이를 데려가서 노력하고 있었다. 또, 사전에 《이누야샤》의 주제가가 되는 것을 전제로 아이카와는 작사했다.